# Referendo da Independência da Ucrânia em 1991
O referendo sobre o Ato de Declaração da Independência foi realizado na Ucrânia no dia 1 de dezembro de 1991. Uma maioria de 92,3% dos eleitores aprovou a Declaração de Independência elaborada pela Verkhovna Rada em 24 de agosto de 1991.

## O referendo
A seguinte pergunta foi feita aos eleitores: "Apoia o Ato de Declaração da Independência da Ucrânia?”. A Declaração foi usada como um preâmbulo para o questionamento. O referendo foi convocado pelo Parlamento da Ucrânia para confirmar o Ato de Independência adotado pelo mesmo em 24 de agosto de 1991. Os cidadãos ucranianos manifestaram um apoio enorme à independência. O número de eleitores registrados que participaram do referendo foi de 31 891 742 (ou 84,18% do eleitorado do país), e dentre eles 28 804 071 (ou 92,3%), votaram a favor.
No mesmo dia, foram realizadas as eleições presidenciais do país. Todos os seis candidatos à presidência fizeram campanha a favor do referendo de independência. Leonid Kravchuk, o presidente do Supremo e chefe de estado de facto, foi eleito como primeiro presidente da Ucrânia. 
A Ucrânia foi então globalmente reconhecida como um Estado independente (por outros países) em 2 de dezembro de 1991. Àquela data, o presidente da República Socialista Federativa Soviética da Rússia, Boris Yeltsin, também confirmou o reconhecimento da nação russa à independência da Ucrânia. Um telegrama de felicitação foi enviado pelo presidente soviético Mikhail Gorbachev a Kravchuk logo após o referendo. Gorbachev declarou que desejava cooperação e compreensão da Ucrânia para com a formação da união dos estados soberanos.
A Ucrânia era a segunda república mais poderosa da União Soviética, tanto econômica quanto politicamente (atrás da Rússia), e a sua separação eliminou a possível existência de qualquer chance de Gorbachev continuar com a União Soviética. Em meados de dezembro de 1991, todas as Repúblicas Sovéticas, exceto a República Socialista Federativa Soviética da Rússia e a República Socialista Soviética Cazaque, tinham formalmente se separado da União. Uma semana após a sua eleição, Kravchuk se uniu a Yeltsin e ao líder da Bielorrússia, Stanislav Shushkevich para assinarem o Pacto de Belaveja, o qual declarava que a União Soviética deixava de existir. A União Soviética dissolveu-se oficialmente em 26 de dezembro.

## Resultados

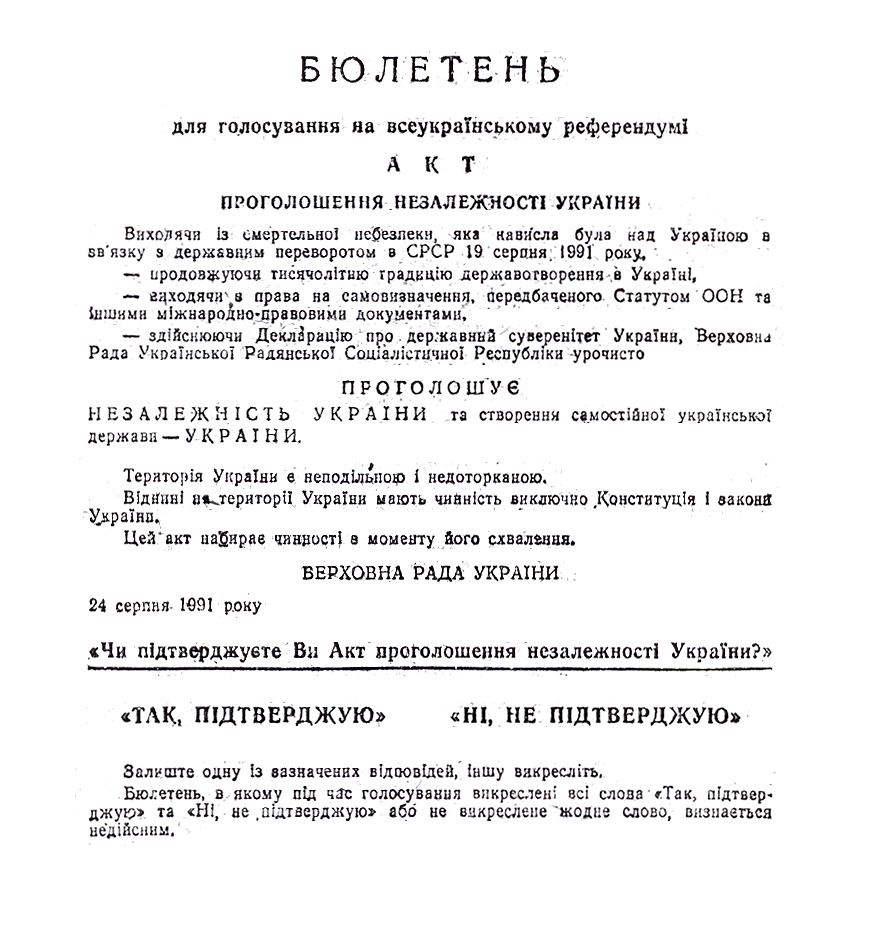
O cédula eleitoral usada no referendo, com o texto da Declaração da Independência impressa no mesmo.

A mídia ucraniana se converteu em massa ao ideal da independência.
Sondagens apontaram índice de 63% de aprovação da campanha em setembro de 1991; que aumentou para 77% na primeira semana de outubro de 1991 e 88% em meados de novembro de 1991.
55% de ucranianos com etnia russa votaram em prol independência.

### Por região
O Ato de Independência foi apoiado pela maioria dos eleitores em cada uma das 27 regiões administrativas da Ucrânia: 24 áreas (oblast), 1 república autônoma e 2 municípios especiais (Kiev e Sebastopol). A menor quantidade de votos foi registrada no leste e sudeste da Ucrânia. Um cálculo do percentual de votos a favor do total de eleitores revela que a percentagem de todos os possíveis eleitores que apoiaram a independência ucraniana foi menor nas áreas de Carcóvia, Lugansk, Donetsk e Odessa, e na Crimeia do que no resto do país.